# Geranomyia mashonica mashonica
Geranomyia mashonica là một phân loài ruồi của loài Geranomyia mashonica trong họ Limoniidae. Chúng phân bố ở vùng nhiệt đới châu Phi.